# Британська чума 664 року
Британська чума 664 року (англ. plague of 664 in British Isles) — епідемія ймовірно чуми, яка зафіксована на Британських островах і Ірландії у 664 році. Це була перша епідемія, зафіксована в історії Англії і одна з найперших в Європі після першої чумної пандемії в VI столітті. Її поява збіглася із сонячним затемненням. Є свідчення, що певне поширення цієї хвороби до виникнення на Британських островах мало місце в Європі. Існують міркування, що особливістю цього мору був розвиток його на тлі певного голоду.
Пізніші її називали «Жовтою чумою 664 року», що може бути через наявність у хворих жовтяниці. Як стверджується, епідемія, яка можливо тривала двадцять або двадцять п'ять років, спричинила високу летальність, соціальні зрушення та відмову від релігійної віри. Це залишило слід у традиціях Англії, що можна сприймати як показник реальності та тяжкості її клінічного перебігу.
Але в ті роки будь-яку епідемією називали мором, що нерідко надалі автоматично ототожнювалося з чумою. Нині причина епідемії не вважається встановленою. Дослідники вважають, що причиною могла бути все-таки чума, вважаючи її продовженням першої чумної пандемії, але й не відкидається, що через описані тоді клінічні особливості це міг бути й епідемічний поворотний тиф або ж натуральна віспа. Тодішні літописи ще назвали цей мор лат. pestis ictericia або ірл. buide connaill, що вносить певний сумнів у чумному походженні мору, проте повністю цього не відкидає. Є також думки, що особливістю перебігу чуми тоді було поєднання з голодом, що й надало мору таких клінічних особливостей.

Роботи Беди Преподобного

Згідно з ірландським літописом Тігернах, епідемії передувало сонячне затемнення 1 травня 664 оку. Повне затемнення справді сталося того дня над Північною Америкою в околицях Лонг-Айленда, і часткове затемнення, ймовірно, було видно з Ірландії. Англійський історик, святий Беда у «Церковній історії народу англів» також згадав про це затемнення, але помилково розмістив його 3 травня. Ірландські джерела стверджували, що у Британії тоді стався землетрус і що епідемія спочатку дійшла до Ірландії. Беда ж стверджував, що хвороба спочатку виникла на півдні Британії, а потім поширилася на північ. Спочатку він висловився просто: «І прийшов мор» (лат. et pestilentia venit).
А згодом записав більше:
|  | Того ж року нашого Господа 664 року сталося затемнення сонця, третього дня травня, приблизно на десяту годину дня. У тому ж році раптовий мор обезлюдив спочатку південні райони Британії, а потім напавши на провінцію Нортумбрійців, спустошив країну як далеко, так і недалеко, і знищив безліч людей. Більше того, цей мор пронісся не менш згубно на острові Ірландія. У той час там було багато знаті та нижчих верств англійської нації. Покинувши рідний острів, вони пішли туди на пенсію, чи то заради священних занять, чи для більш аскетичного життя. І деякі з них нині віддано присвятили себе чернечому життю, інші віддали перевагу застосувати себе для навчання, переходячи від однієї келії до іншої. Шотландці охоче приймали їх усіх і піклувались про те, щоб забезпечити їх щоденною їжею безкоштовно, а також забезпечували книгами для навчання та безкоштовного викладання. |

Є свідчення, що мор 664 року, можливо, тривав 20 років в Англії та Ірландії. Є кілька історій, розказаних Бедою про випадки в монастирях, які свідчать, принаймні, про те, що спалахи смертельної хвороби сталися тут чи там аж у 685 році. Деякі з них стосуються монастиря Баркінг в Ессексі, заснованого для ченців і монахинь єпископом Лондона в 676 році. Видається, інша історія стосується мору в монастирі Селсі на узбережжі Сассекса. Ще одна історія, у якому, як передбачається, зіграв роль сам Беда, стосується монастиря Ярроу, дату цього можна визначити з контексту, як 685 рік.
Святий Адомнан записав, що мор вирував всюди на Британських островах, окрім великої території в Шотландії згадавши «„велику смерть, яка двічі в наш час спустошила значну частину світу“». Адомнан вважав моровицю божественним покаранням за гріхи, і зауважував, що пікти та ірландці, які жили на півночі Британських островів, були позбавлені мору завдяки заступництву Святого Колумби, який заснував у них монастирі. Адомнан особисто ходив серед хворих і стверджував, що ні він, ні його супутники не захворіли.
Анонімне джерело «Життя Катберта», складене між 698 і 705 роками, спиралося на спогади священика Тиді, який згадував «смерть, яка знелюдніла багато місць». Летальність в Ірландії була настільки величезною, що залишилася в живих лише третина населення. Ірландські літописи містять довгий список знатних осіб, які загинули під час мору. Згідно з легендою Егберт, англійський юнак знатного походження, поїхав в Ірландію, щоб вести монаше життя, як і багато інших його співвітчизників того самого рангу або середнього класу. Мор у його монастирі був настільки сильним, що всі ченці або померли, або втекли, крім тих, котрі лежали хворими. Егберт поклявся вести суворе життя, якщо його позбавлять хвороби. Він вижив, щоб здійснити свою обітницю, і помер у 729 році з великим ореолом святості у віці дев'яноста років.
Імовірно, хвороба неповністю щезла з Британськіх островів. Приблизно в 668 році англійський новообраний архієпископ Вігард, відправившись до Риму, щоб отримати папське підтвердження про його обрання на виборах, незабаром після свого прибуття помер від мору й таке саме спіткало майже всіх, хто їздив з ним.
Новий ірландський єпископ Ліндісфарна Туда помер під час мору протягом кількох місяців після свого освячення, точна дата невідома. 26 жовтня 664 року єпископ Седд помер під час мору у часи відвідування свого Нортумбрійського монастиря Ластінгем і там його й поховали. Близько 30 його послідовників з Ессексу приїхали жити в Ластінгем, і всі, крім одного, загинули під час другої хвилі мору. Моровиця мала безпосередню роль у піднесенні Вільфріда Ріпонського до єпископа Йоркського. Якби Туда не загинув у такий критичний час у процесі реформації нортумбрійської церкви, навряд чи Вільфрід був би продвинутий до єпископату таким молодим і набув би стільки влади.
Серед вищого дворянства лише король Кенту Еоркенберт помер під час мору, і його успішно змінив його син.
Таким чином, мор, можливо чумний, з кінця VII століття часто надалі спостерігався на теренах Британських островів аж до XVIII століття.